# Vladimír Coufal
Vladimír Coufal (22 augustus 1992) is een Tsjechisch voetballer die doorgaans speelt als rechtervleugelverdediger. Hij werd in oktober 2020 door West Ham United overgenomen van Slavia Praag. Coufal is sinds november 2017 Tsjechisch international.

## Clubcarrière
Coufal doorliep de jeugdreeksen van Baník Ostrava. In het seizoen 2010/11 maakte hij de overstap naar de eerste ploeg van FC Hlučín, toen uitkomend in de Tsjechische tweede afdeling. Na een korte uitleenbeurt aan SFC Opava in 2012, uitkomend in dezelfde reeks, werd Coufal overgenomen door Slovan Liberec, uitkomend op het hoogste Tsjechische niveau. Op 23 november 2012 maakte Coufal zijn debuut op het hoogste niveau in de wedstrijd tegen Dukla Praag toen hij Michael Rabušić vier minuten voor tijd kwam vervangen. De wedstrijd werd met 3–0 verloren. Na zes seizoenen, waaronder het winnen van de beker van Tsjechië in het seizoen 2014/15, maakte Coufal in de zomer van 2018 de overstap naar Slavia Praag waarmee hij in het seizoen 2018/19 de landstitel behaalde. Sinds oktober 2020 speelt hij voor West Ham United. Zijn eerste wedstrijd was een uitoverwinning op Leicester City (0–3). Op 7 juni 2023 wist Coufal met West Ham United de tweede editie van de UEFA Europa Conference League te winnen; de finale werd met 2–1 gewonnen van Fiorentina.

## Clubstatistieken
| Seizoen   | Club            | Competitie     | Competitie | Competitie | Beker | Beker | Internationaal | Internationaal | Totaal | Totaal |
| Seizoen   | Club            | Competitie     | Wed.       | Dlp.       | Wed.  | Dlp.  | Wed.           | Dlp.           | Wed.   | Dlp.   |
| --------- | --------------- | -------------- | ---------- | ---------- | ----- | ----- | -------------- | -------------- | ------ | ------ |
| 2010/2011 | FC Hlučín       | FNL            | 14         | 1          | 0     | 0     | –              | –              | 14     | 0      |
| 2011/2012 | →SFC Opava      | FNL            | 13         | 1          | 0     | 0     | –              | –              | 13     | 1      |
| 2012/2013 | Slovan Liberec  | Fortuna liga   | 10         | 0          | 0     | 0     | –              | –              | 10     | 0      |
| 2013/2014 | Slovan Liberec  | Fortuna liga   | 21         | 0          | 1     | 0     | 4              | 0              | 24     | 0      |
| 2014/2015 | Slovan Liberec  | Fortuna liga   | 13         | 0          | 3     | 0     | 3              | 0              | 19     | 0      |
| 2015/2016 | Slovan Liberec  | Fortuna liga   | 27         | 1          | 4     | 0     | 10             | 1              | 41     | 2      |
| 2016/2017 | Slovan Liberec  | Fortuna liga   | 17         | 0          | 0     | 0     | 10             | 2              | 27     | 2      |
| 2017/2018 | Slovan Liberec  | Fortuna liga   | 30         | 2          | 2     | 0     | –              | –              | 32     | 2      |
| 2018/2019 | Slavia Praag    | Fortuna liga   | 28         | 3          | 0     | 0     | 11             | 1              | 39     | 4      |
| 2019/2020 | Slavia Praag    | Fortuna liga   | 32         | 3          | 1     | 0     | 8              | 0              | 41     | 3      |
| 2020/21   | Slavia Praag    | Fortuna liga   | 5          | 0          | 0     | 0     | 2              | 0              | 7      | 0      |
| 2020/21   | West Ham United | Premier League | 34         | 0          | 2     | 0     | –              | –              | 36     | 0      |
| 2021/22   | West Ham United | Premier League | 28         | 0          | 2     | 0     | 4              | 0              | 34     | 0      |
| 2022/23   | West Ham United | Premier League | 27         | 0          | 1     | 0     | 10             | 0              | 38     | 0      |
| 2023/24   | West Ham United | Premier League | 36         | 0          | 4     | 0     | 7              | 0              | 47     | 0      |
| 2024/25   | West Ham United | Premier League | 0          | 0          | 0     | 0     | 0              | 0              | 0      | 0      |
| Totaal    | Totaal          | Totaal         | 335        | 11         | 20    | 0     | 69             | 4              | 424    | 15     |

Bijgewerkt op 13 augustus 2024.

## Interlandcarrière
Coufal is een voormalig Tsjechisch jeugdinternational. Door bondscoach Karel Jarolím werd hij in november 2017 bij de selectie gehaald met het oog op de vriendschappelijke interlands tegen IJsland en Qatar. Tegen IJsland werden hem nog geen speelminuten gegund maar tegen Qatar mocht hij de volledige wedstrijd spelen. Zijn debuutwedstrijd werd met 0–1 gewonnen. Hij scoorde zijn eerste interlanddoelpunt op 4 september 2020 in een uitwedstrijd tegen Slowakije (1–3).

## Erelijst
Slavia Praag
- 1. česká fotbalová liga: 2018/19, 2019/20, 2020/21
- Pohár FAČR: 2018/19

 West Ham United
- UEFA Europa Conference League: 2022/23

### Individueel
- Zilveren Medaille van Jan Masaryk